# Rabbit Island (Waikato)
Rabbit Island ist eine Insel östlich der Coromandel Peninsula, in der Region Waikato, im Norden der Nordinsel von Neuseeland.

## Geographie
Die Insel befindet sich rund 2,9 km östlich der Coromandel Peninsula und rund 380 m südwestlich von Penguin Island im Pazifischen Ozean. Rabbit Island erstreckt sich über eine Länge von rund 620 m in Nordwest-Südost-Richtung und kommt auf eine maximale Breite von rund 250 m in Südwest-Nordost-Richtung. Sie dehnt sich dabei über eine Fläche von rund 9,4 Hektar aus. Der höchste Punkt der Insel befindet sich im südlicheren Teil der Insel und liegt etwas über 40 m.
Die Insel ist gänzlich bewaldet.